# 東石一交流道
東石一交流道位於臺灣嘉義縣東石鄉，為臺灣台61線指標261公里處（實際里程為260.8K）的交流道，交流道型式為半套鑽石型，僅南出北入，在2004年1月19日通車，可由此交流道銜接台82線之台61線平交路口。此交流道與東石二交流道類似日本山陽自動車道的防府東交流道和防府西交流道。
|  | 261 東石一 | 快速公路  | 快速公路 |
|  | 261 東石一 | 六腳 東石 |          |

## 鄰近公路
- 台82線
- 台17線
- 縣道166號
- 縣道168號
- 嘉3線
- 嘉9線

## 外部連結
- 台61線東石一交流道示意圖 （页面存档备份，存于）（交通部公路總局）